# پوتزولی
شهر  پوتزولی (به ایتالیایی: Pozzuoli) با جمعیت ۸۳٬۱۴۶ نفر  در ناحیه کامپانیا در کشور ایتالیا واقع شده‌است.